# 레이븐 (가수)
레이븐(본명: 김영조, 1995년 9월 2일~)은 대한민국의 가수이다. 대한민국의 보이 그룹 원어스의 과거 일원으로 메인래퍼, 서브보컬, 프로듀서, 디렉터, 싱어를 맡았었다.

## 학력
현암고등학교 졸업

## 뮤직비디오
- 2018년: 마마무 - '매일 봐요' (2018.03.30)
- 2018년: 진주 - '꽃잎' (2018.10.27)